# Ludwig Gottlieb Friedrich Franke
Ludwig Gottlieb Friedrich Franke (* 20. Mai 1805 in Weimar; † 23. Januar 1871 in Meißen) war ein deutscher Altphilologe und Gymnasiallehrer.

## Leben und Wirken
Er war der Sohn von Johann Christian Franke, der Mitglied der Großherzoglichen Hofkapelle in Weimar gewesen ist. Nach dem Schulbesuch des Gymnasiums in seiner Heimatstadt und dem Besuch der Universitäten Jena und Leipzig in den Jahren 1824 bis 1828, wo er zum Dr. phil. promovierte, wurde Franke 1828 Conrektor und Lehrer am Gymnasium in Rinteln. 1836 wechselte er als Lehrer an das Kurfürstliche Gymnasium in Fulda. Ab 27. November 1845 war Franke Rektor und erster Professor an der Königlichen Landesschule St. Afra in Meißen.
Der in Rinteln geborene Altphilologe und Pädagoge Richard Franke war sein Sohn.

## Publikationen
- Homeri hymni, epigrammatica fragmenta et batrachomyomachia rec. et notis instruxit. Leipzig, 1828.
- Commentatio de Euripidis Cyclope. Spec. I. Rinteln, 1829.
- De particulis negantibus linguae graecae comment. I., II., Rinteln, 1832 uns 1833.
- Specimen novae editionis Aeschinis. Fulda, 1838.
- Aeschinis oratio in Timarchum, cum scholiis. Cassel, 1839.
- De particularum finalium apud Graecos constructione. In: Zeitschrift für Alterthumswissenschaft, 1839.
- Aufgaben zum Uebersetzen in’s Griechische. 1840.
- Quaestiones Aeschineae. Fulda, 1841.
- De decretis Amphictyonum quae apud Demosthenem reperiuntur. Leipzig, 1844.
- Chrestomathie aus römischen Dichtern. Leipzig, 1845; 4. Aufl., 1872.
- Lectiones Aeschineae. In: Philologus, Suppl. I, 4. S. 427–476.
- Lectionum Aeschinearum part. II. Meissen, 1867.
- Prolegomena in Demosthenis orat. de f. leg., Meissen, 1846.
- Demosthenis orationes Philippicae novem in usum scholarum, Meissen 1842; 2. Aufl., Leipzig, 1850.
- Aeschinis orationes, Meissen, 1851; 2. Aufl., Leipzig, 1860.